# Кларан
Кларан (фр. Clarens) насеље је и општина у јужној Француској у региону Миди Пирене, у департману Горњи Пиринеји која припада префектури Бањер де Бигор.
По подацима из 2011. године у општини је живело 464 становника, а густина насељености је износила 41,06 становника/km². Општина се простире на површини од 11,3 km². Налази се на средњој надморској висини од 550 метара (максималној 602 m, а минималној 406 m).

## Демографија
| 1962. | 1968. | 1975. | 1982. | 1990. | 1999. | 2011. |
| ----- | ----- | ----- | ----- | ----- | ----- | ----- |
| 299   | 330   | 330   | 346   | 375   | 394   | 464   |

График промене броја становника у току последњих година